# Fußball-Oberliga 2017/18
Die Fußball-Oberliga 2017/18 war die zehnte Saison der Oberliga als fünfthöchste Spielklasse im Fußball in Deutschland.

## Oberligen
| Oberliga                                                 | Mannschaften       | Meister                                               |
| -------------------------------------------------------- | ------------------ | ----------------------------------------------------- |
| Oberliga Baden-Württemberg 2017/18                       | 18                 | TSG Balingen                                          |
| Bayernliga 2017/18 in zwei Staffeln (Nord und Süd)       | 18 (Nord) 19 (Süd) | Viktoria Aschaffenburg (Nord) SV Heimstetten (Süd)    |
| Bremen-Liga 2017/18                                      | 16                 | Brinkumer SV                                          |
| Oberliga Hamburg 2017/18                                 | 18                 | TuS Dassendorf                                        |
| Hessenliga 2017/18                                       | 17                 | SC Hessen Dreieich                                    |
| Mittelrheinliga 2017/18                                  | 16                 | TV Herkenrath                                         |
| Oberliga Niederrhein 2017/18                             | 18                 | SV Straelen                                           |
| Oberliga Niedersachsen 2017/18                           | 16                 | Lupo Martini Wolfsburg                                |
| Oberliga Nordost 2017/18 in zwei Staffeln (Nord und Süd) | 17 (Nord) 16 (Süd) | FSV Optik Rathenow (Nord) Bischofswerdaer FV 08 (Süd) |
| Oberliga Rheinland-Pfalz/Saar 2017/18                    | 19                 | FC 08 Homburg                                         |
| Oberliga Schleswig-Holstein 2017/18                      | 16                 | NTSV Strand 08                                        |
| Oberliga Westfalen 2017/18                               | 18                 | SV Lippstadt 08                                       |

## Aufstieg und Relegation zur Regionalliga

### Regionalliga Bayern
Folgende Mannschaften qualifizierten sich direkt für die Regionalliga Bayern 2018/19:
- Meister (bzw. bestplatzierte aufstiegsberechtigte Mannschaften) der Bayernliga 2017/18
  -  Viktoria Aschaffenburg (Nord)
  -  SV Heimstetten (Süd)

Folgende Mannschaften qualifizierten sich für die Relegation:
- Tabellen-16. und Tabellen-17. (bzw. die beiden in der Tabelle vor den Direktabsteigern stehenden Mannschaften) der Regionalliga Bayern 2017/18
  -  FC Memmingen
  -  SpVgg Bayreuth
- Vizemeister (bzw. zweitbestplatzierte aufstiegsberechtigte Mannschaften) der Bayernliga 2017/18
  - TSV Aubstadt (Nord)
  -  TSV 1896 Rain (Süd)

#### Relegation
In der Relegation wurden im K.-o.-System zwei weitere Regionalliga-Teilnehmer ermittelt. Der FC Memmingen und die SpVgg Bayreuth hielten die Klasse.
| Datum                   |                | Ergebnis     | !Austragungsort                                       |
| ----------------------- | -------------- | ------------ | ----------------------------------------------------- |
| 25. Mai 2018, 18:30 Uhr | TSV 1896 Rain  | 3:2 (3:0)    | FC Memmingen \|\| Georg-Weber-Stadion, Rain           |
| 25. Mai 2018. 18:30 Uhr | TSV Aubstadt   | 2:2 (1:1)    | SpVgg Bayreuth \|\| Sportanlage Schulstraße, Aubstadt |
| 28. Mai 2018, 18:30 Uhr | FC Memmingen   | 2:0 (1:0)    | TSV 1896 Rain \|\| Memminger Arena, Memmingen         |
| 28. Mai 2018, 19:00 Uhr | SpVgg Bayreuth | 1:1(a) (0:1) | TSV Aubstadt \|\| Hans-Walter-Wild-Stadion, Bayreuth  |

### Regionalliga Nord
Folgende Mannschaft qualifizierte sich direkt für die Regionalliga Nord 2018/19:
- Meister (bzw. bestplatzierte aufstiegsberechtigte Mannschaft) der Oberliga Niedersachsen 2017/18
  - Lupo Martini Wolfsburg

Folgende Mannschaften qualifizierten sich für die Aufstiegsrunde:
- Meister (bzw. bestplatzierte aufstiegsberechtigte Mannschaft) der Bremen-Liga 2017/18
  -  Brinkumer SV
- Bestplatzierte aufstiegsberechtigte Mannschaft der Oberliga Hamburg 2017/18 (der dortige Meister verzichtete)
  -  FC Teutonia 05 Ottensen
- Bestplatzierte aufstiegsberechtigte Mannschaft der Oberliga Schleswig-Holstein 2017/18 (der dortige Meister verzichtete)
  -  Holstein Kiel II
- Vizemeister (bzw. zweitbestplatzierte aufstiegsberechtigte Mannschaft) der Oberliga Niedersachsen 2017/18
  -  VfL Oldenburg

#### Aufstiegsrunde
In der Aufstiegsrunde wurden in einem Rundenturnier zwei weitere Regionalliga-Teilnehmer ermittelt.
Bei Punktgleichheit entschieden über die Tabellenplatzierung:
1. die Tordifferenz,
2. die Anzahl der erzielten Tore,
3. die im Anschluss an die Spiele ausgetragenen Elfmeterschießen.
| Datum                   |                      | Ergebnis                    | !Austragungsort                                             |
| ----------------------- | -------------------- | --------------------------- | ----------------------------------------------------------- |
| 22. Mai 2018, 19:30 Uhr | Holstein Kiel II     | 7:0 (2:0) (4:2 i. E.)       | Brinkumer SV \|\|Kiel, Citti Fussball Park                  |
| 22. Mai 2018, 19:30 Uhr | VfL Oldenburg        | 5:0 (1:0) (10:11 i. E.)     | Teutonia 05 Ottensen \|\|Oldenburg, Stadion Alexanderstraße |
| 26. Mai 2018, 15:00 Uhr | Brinkumer SV         | 6:4 (1:1) (2:4 i. E.)       | Teutonia 05 Ottensen \|\|Drochtersen, Kehdinger Stadion     |
| 26. Mai 2018, 15:00 Uhr | Holstein Kiel II     | 1:1 (0:0) (5:3 i. E.)       | VfL Oldenburg \|\|Hamburg, Stadion Hoheluft                 |
| 30. Mai 2018, 19:30 Uhr | Teutonia 05 Ottensen | 2:4 (0:1) (Elfm. obsolet) 1 | Holstein Kiel II \|\|Hamburg, Kreuzkirche                   |
| 30. Mai 2018, 19:30 Uhr | Brinkumer SV         | 0:4 (0:1) (Elfm. obsolet)   | VfL Oldenburg \|\|Stuhr, BSV-Arena                          |

| Pl. | Mannschaft              | Sp. | S | U | N | Tore    | Punkte |
| --- | ----------------------- | --- | - | - | - | ------- | ------ |
| 1.  | Holstein Kiel II        | 3   | 2 | 1 | 0 | 012:300 | 07     |
| 2.  | VfL Oldenburg           | 3   | 2 | 1 | 0 | 010:100 | 07     |
| 3.  | Brinkumer SV            | 3   | 1 | 0 | 2 | 006:150 | 03     |
| 4.  | FC Teutonia 05 Ottensen | 3   | 0 | 0 | 3 | 006:150 | 0      |

### Regionalliga Nordost
Folgende Mannschaften qualifizierten sich direkt für die Regionalliga Nordost 2018/19:
- Meister (bzw. bestplatzierte aufstiegsberechtigte Mannschaften) der Oberliga Nordost 2017/18
  -  FSV Optik Rathenow
  -  Bischofswerdaer FV 08

### Regionalliga Südwest
Folgende Mannschaften qualifizierten sich direkt für die Regionalliga Südwest 2018/19:
- Meister (bzw. bestplatzierte aufstiegsberechtigte und mindestens viertplatzierte Mannschaft) der Oberliga Baden-Württemberg 2017/18
  -  TSG Balingen
- Meister (bzw. bestplatzierte aufstiegsberechtigte und mindestens viertplatzierte Mannschaft) der Hessenliga 2017/18
  -  SC Hessen Dreieich
- Meister (bzw. bestplatzierte aufstiegsberechtigte und mindestens viertplatzierte Mannschaft) der Oberliga Rheinland-Pfalz/Saar 2017/18
  -  FC 08 Homburg

Folgende Mannschaften qualifizierten sich für die Aufstiegsrunde:
- Vizemeister (bzw. zweitbestplatzierte aufstiegsberechtigte und mindestens viertplatzierte Mannschaft) der Oberliga Baden-Württemberg 2017/18
  -  FC 08 Villingen
- Vizemeister (bzw. zweitbestplatzierte aufstiegsberechtigte und mindestens viertplatzierte Mannschaft) der Hessenliga 2017/18
  -  FC Bayern Alzenau
- Vizemeister (bzw. zweitbestplatzierte aufstiegsberechtigte und mindestens viertplatzierte Mannschaft) der Oberliga Rheinland-Pfalz/Saar 2017/18
  -  FK Pirmasens

#### Aufstiegsrunde
In der Aufstiegsrunde wurde in einem Rundenturnier ein weiterer Regionalliga-Teilnehmer ermittelt.
Bei Punktgleichheit entschieden über die Tabellenplatzierung:
1. die Tordifferenz,
2. die Anzahl der erzielten Tore,
3. das Los.
| Datum                   |                   | Ergebnis  | !Austragungsort                                            |
| ----------------------- | ----------------- | --------- | ---------------------------------------------------------- |
| 31. Mai 2018, 14:00 Uhr | FC Bayern Alzenau | 0:0       | FK Pirmasens \|\| Städtisches Stadion am Prischoß, Alzenau |
| 3. Juni 2018, 14:00 Uhr | FC 08 Villingen   | 8:1 (2:0) | FC Bayern Alzenau \|\| ebm-papst-Stadion, Villingen        |
| 6. Juni 2018, 18:30 Uhr | FK Pirmasens      | 2:0 (0:0) | FC 08 Villingen \|\| Sportpark Husterhöhe, Pirmasens       |

| Pl. | Mannschaft        | Sp. | S | U | N | Tore    | Punkte |
| --- | ----------------- | --- | - | - | - | ------- | ------ |
| 1.  | FK Pirmasens      | 2   | 1 | 1 | 0 | 002:000 | 04     |
| 2.  | FC 08 Villingen   | 2   | 1 | 0 | 1 | 008:300 | 03     |
| 3.  | FC Bayern Alzenau | 2   | 0 | 1 | 1 | 001:800 | 01     |

### Regionalliga West
Folgende Mannschaften qualifizierten sich direkt für die Regionalliga West 2018/19:
- Meister (bzw. bestplatzierte aufstiegsberechtigte und mindestens drittplatzierte Mannschaft) der Mittelrheinliga 2017/18
  -  TV Herkenrath
- Meister (bzw. bestplatzierte aufstiegsberechtigte und mindestens drittplatzierte Mannschaft) der Oberliga Niederrhein 2017/18
  -  SV Straelen
- Meister und Vizemeister (bzw. die beiden bestplatzierten aufstiegsberechtigten und mindestens viertplatzierten Mannschaften) der Oberliga Westfalen 2017/18
  -  SV Lippstadt 08
  -  1. FC Kaan-Marienborn